# Samuel Muller van Voorst
Samuel Muller van Voorst (Amsterdam, 1 juli 1858 – Genève, 4 december 1942) was een Nederlands koopman en politicus.
Hij werd geboren als zoon van Pieter Nicolaas Muller (1821-1908; onder andere koopman en politicus) en Catharina van Voorst (1825-1905). Aanvankelijk was zijn naam Samuel Muller maar bij koninklijk besluit veranderde in 1882 zijn geslachtsnaam van 'Muller' in 'Muller van Voorst'.
Hij verhuisde naar Suriname en was daar werkzaam als koopman en planter. Van 1896 tot 1897 was hij een door de gouverneur benoemd lid van de Koloniale Staten. Na het overlijden van het Statenlid S.M. Swijt werd Muller van Voorst in 1900 herbenoemd. Van de 13 leden werden er 9 gekozen en de overige 4 leden werden benoemd door de gouverneur. Dat veranderde toen de gouverneur in 1901 geen leden meer kon benoemen. Muller van Voorst werd bij de parlementsverkiezingen van 1901 verkozen als Statenlid. Een jaar later verliet hij Suriname waarna hij in Arnhem ging wonen. In 1920 schreef hij in De West-Indische Gids een artikel met als titel "De middelen tot opheffing van Suriname uit zijn verval".
Later verhuisde Muller van Voorst naar Zwitserland waar hij in 1942 op 84-jarige leeftijd.